# Tomie de Paola
Thomas Anthony "Tomie" dePaola, född 15 september 1934 i Meriden, Connecticut, död 30 mars 2020 i Lebanon, New Hampshire, var en amerikansk barnboksförfattare och illustratör.  
Han studerade vid Pratt Institute i New York. Han debuterade som barnboksillustratör 1965. Han har också arbetat med målningar och fresker i kyrkor och med teaterkostymer och teatermiljöer.
Hans bilder är påverkade av den italienska förrenässansen som Giotto och Fra Angelico men också av Georges Rouault. En del böcker är inspirerade av hans katolska bakgrund, andra av folksagor. Bilderboken Teckningslektionen är självbiografisk och handlar om konflikten mellan fröken, som vill att alla barn ska teckna samma sak, och individualisten Tomie som vill måla fritt.